# هنری والون
هنری پاول هیاسینته والون (به فرانسوی: Henri Wallon) (زاده ۱۸۷۹-درگذشته ۱۹۶۲) روان‌شناس فرانسوی بود که نوعی سیستم روان‌شناسی که خودش آن را «مارکسیستی» می‌خواند را ابداع کرد.
او نوه هنری الکساندر والون، سیاست‌مدار و تاریخ‌نگار اهل فرانسه بود.